# Georges Visat
Georges Visat, né le 2 janvier 1910 à Mela en Corse et mort le 2 février 2001 à Arzacq-Arraziguet, est un graveur, éditeur d’art et peintre français.

## Biographie
Georges Visat passe son enfance à Monte-Carlo. Après son certificat d’études en 1924, il devient apprenti dans l’imprimerie parisienne du maître imprimeur Léon Isidore. Il apprend la taille-douce, qui est l’art de graver en creux le métal par divers moyens. En 1927, il suit des cours de dessin et d’aquarelle à l’académie Colarossi et à la Grande Chaumière. Il s’intéresse à tous les courants artistiques et à la littérature.
En 1929, il est reçu au concours de l’École nationale des arts décoratifs de Paris.
En 1932, il travaille dans une imprimerie spécialisée dans l’impression en couleurs des gravures à l’eau-forte.
En 1936, année du Front populaire, il connaît le chômage et va alors travailler sur les lignes de métro. Ouvrier, il parcourt les musées parisiens pour s’instruire, pour « se former l’œil à la peinture », comme il le dira plus tard à son épouse Suzanne.

### L'imprimeur
En 1937, il rachète l’atelier de son patron et fonde son imprimerie de taille-douce, rue Bourbon-le-Château dans le 6e arrondissement.
Après la Seconde Guerre mondiale, à son retour de captivité, Visat commence à peindre dans un style personnel, non figuratif et monochrome, puis il cesse de peindre pour se consacrer  à l’étude autodidacte de la gravure.
Il se voit confier l’impression d’un ensemble de gravures d'Albert Decaris, ce sera une première rencontre déterminante.
Il réalise pour Aimé Maeght des interprétations de toiles de Georges Braque en gravure. Celui-ci en apprécie l’interprétation et le choix des couleurs. La reproduction des œuvres de Braque lui permet de donner libre cours à sa fantaisie technique, découverte d’une manière empirique, dont la liberté d’expression et l’emploi approprié du hasard, aboutiront à la gravure en relief.
Cette pratique nouvelle de la gravure emporte l’adhésion de peintres comme Léger, Miró, Chagall et Bazaine puis, par la suite, Max Ernst et Matta qui trouvent en elle des possibilités d’accomplissement en accord avec leur art et leur sensibilité. Visat est appelé par musée du Louvre à reproduire une toile de Braque, Le Guéridon noir.
C'est en 1949 qu'il fait la connaissance de Max Ernst et de Dorothea Tanning. De cette rencontre naîtra une longue amitié et une étroite collaboration.
En 1957, le ministère des affaires étrangères a recours au graveur à l’occasion de la venue d’Élisabeth II, pour lequel il grave le menu du château de La Celle-Saint-Cloud. L’année suivante, il est choisi pour graver les cartes de vœux de la présidence de la République.

### L'éditeur d'art
En 1961, avec le soutien de Max Ernst et d'Alberto Giacometti, Georges Visat monte sa propre maison d’édition dans le but de sortir des livres d’art à tirage limité, avec des gravures signées d’artistes fameux comme Alanore, Alechinsky, Arikha, Hans Bellmer, Victor Brauner, Camille Bryen, Jorge Camacho, César, Max Ernst, Folon, André François, Alberto Giacometti, Ljuba, René Magritte, Masurowsky, Roberto Matta, Searle, Tanning, Wunderlich, Unica Zürn.
À partir de 1962, il soutient de jeunes artistes comme Cogollo, Jean-Pierre Le Boul'ch et Julius Baltazar, édite des gravures et des ouvrages d’art d’avant-garde, comme Jeu de trames de Joël Stein, ou Babil idyllique du poète lettriste Roberto Altmann.
Isidore Isou, chef de file du mouvement lettriste, a recours au graveur. André Breton le félicite pour son travail.
En 1969, la galerie Suzanne Visat, rue Bourbon-le-Château, accueille en permanence le œuvres d’artistes confirmés et débutants, tandis que Georges Visat ouvre un nouvel atelier au 13 rue du Dragon à Saint-Germain-des-Prés, et que le nombre d’artistes faisant appel à ses talents augmente régulièrement.
La gravure attire aussi des personnalités du monde littéraire : André Breton, Tristan Tzara, Prévert, Aragon, Boris Vian, Pieyre de Mandiargues, Arrabal, Paul Éluard, Queneau, Louis Scutenaire, Bataille, Gui Rosey, Pierre Schaeffer, Ghérasim Luca, Walberg, Joyce Mansour, Léna Leclerc.
Parallèlement à cela, Visat reprend alors ses propres recherches, explorant tantôt les pulsions mystérieuses de l’inconscient et de l’instinct, tantôt les forces énergétiques du conscient et de l’idée.

### Retour à la peinture
Dans les années 1960 à 1970, il réalise de nombreuses toiles noires basées sur l’idée que la couleur était peut-être superflue pour exprimer un réalisme évident. Mais, un jour de découragement, il brûle toutes ses toiles.
Dans les années 1970, il revient à la création personnelle sans discipline particulière et se consacre entièrement à la peinture. De 1972 à 1976, il utilise essentiellement des pastels, mine de plomb, encre de Chine et crayons de couleurs. En 1977, il reprend la peinture à l'huile, où il donne enfin libre cours à ses pulsions secrètes et à ses intérieurs métaphysiques. En 1978, il se retire dans le Béarn à Arzacq et se consacre pleinement à la peinture.
De 1983 à 1986, il produit une série d’œuvre symbolisant les sons et la musique. À partir de 1987 jusqu’au début des années 1990, il exprime par une série d’œuvres l’envie de s’évader dans l’espace et le cosmos.
En 1988, il publie Voyages extra-terrestres d'un naïf dont il a également écrit les textes. L'impression est réalisée par sa fille Armelle, une manière originale de perpétuer la tradition familiale.
Dès 1992, il peint des grands formats sans titre dans un style informel.

### Distinction
- 1987 :  Officier de l'ordre des Arts et des Lettres, pour sa contribution au rayonnement de la culture française[3].

### Réception critique
« Dans ses peintures et ses gouaches, il voyage vers un univers pré-Newtonien, là où élan, vitesse et distance ont été libérés des quatre dimensions. L'espace, dans ces œuvres, est impalpable, les couleurs vaporeuses, et seule la présence de petites explosions et de formes mi-opaques suggère une rencontre entre le peintre et ses origines cosmiques. »

— Thomas West, critique d'art new-yorkais, dans The Journal of Art en novembre 1991.